# Boisea rubrolineata
Boisea rubrolineata är en insektsart som först beskrevs av Barber 1956.  Boisea rubrolineata ingår i släktet Boisea och familjen smalkantskinnbaggar. Inga underarter finns listade i Catalogue of Life.